# Lindoeichthys albertensis
Lindoeichthys albertensis è un pesce osseo estinto, appartenente ai percopsiformi. Visse nel Cretaceo superiore (Maastrichtiano, circa 70 - 66 milioni di anni fa) e i suoi resti fossili sono stati ritrovati in Nordamerica.

## Descrizione
Questo pesce era di dimensioni medio-piccole e doveva essere molto simile, nell'aspetto, al cosiddetto trout-perch (Percopsis omiscomaycus), tipico dei laghi nordamericani. Come quest'ultimo, Lindoeichthys era caratterizzato da una spina neurale completa sul secondo centro preurale e due epurali nello scheletro caudale (come si riscontra in tutti paracantotterigi). Lindoeichthys era inoltre dotato di sei raggi branchiostegi e di un opercolo dal margine anterodorsale concavo, caratteristiche tipiche dei percopsiformi. 

## Classificazione
Lindoeichthys albertensis venne descritto per la prima volta nel 2020, sulla base di un resto fossile completo e articolato, conservatosi in parte e controparte, rinvenuto nella formazione Scollard in Alberta (Canada). Analisi filogenetiche indicano che Lindoeichthys potrebbe essere stato uno dei più antichi esempi di percopsiformi, un gruppo di pesci paracantotterigi attualmente rappresentato da poche specie, e in particolare potrebbe essere il sister group del genere attuale Percopsis.